# ريتشارد لويس (سياسي نيوزلندي)
ريتشارد لويس (بالإنجليزية: Richard Lewis)‏ هو ضابط شرطة وسياسي نيوزلندي، ولد في 1969 في أوكلاند في نيوزيلندا. حزبياً، نشط في Destiny New Zealand ‏.